# 阿爾金頭盔
阿爾金頭盔（俄语：Шлем "Алтын"）是一種蘇聯／俄羅斯原產的防彈頭盔，於1980年代到2000年代間普遍的裝備於克格勃、聯邦安全局和其他執法機構的特種部隊，目前已經停產。
由於外型酷似燒焊工人佩戴的頭盔，阿爾金和其他類似的頭盔在華語地區也被部份軍迷戲稱為“電焊盔”。

## 設計歷史及特點
1970年代後期，蘇聯克格勃正為其所屬的特種部隊尋求一款新的頭盔以用於阿富汗的戰事。考慮到這款頭盔主要是被由直升機或裝甲運兵車運送的特戰幹員在近身距離作戰時使用，克格勃要求該款頭盔必須具備極高的防彈效能，而且能夠有效保護使用者的整個頭部，而重量則被視為次要的考量。
為此，蘇聯當局看上了由瑞士TIG公司生產的PSH-77鈦合金頭盔。於是，克格勃便購入了一定數量的PSH-77頭盔供其特種部隊作實戰測試。該頭盔首次紀錄在案的運用是在著名的333風暴行動，並一直沿用至21世紀。
在1982—83年，蘇聯當局下令國家旗下的鋼鐵研究所（俄语：НИИ СТАЛИ）對PSH-77頭盔進行仿製及改良。大約在1984年，鋼鐵研究所成功生產出新式鈦合金頭盔的原型。這款頭盔以沙俄時期的貨幣單位“阿爾金”（俄语：Алтын）命名，據指這是因為該頭盔的盔殼與這種硬幣的厚度接近。
最早期的阿爾金頭盔具備厚4毫米，並以衝壓方式生產的鈦合金盔殼，而且也没有芳綸層。鋼鐵研究所亦只負責生產盔體和防彈面罩，故通訊器材必須由用戶額外裝上。後來在1980年代後期至90年代初生產的阿爾金頭盔則添加了芳綸層和無線電，厚度也減少至3毫米。
阿爾金頭盔與PSH-77的主要區別在於其防彈面罩的形狀，後者在面罩左右側均設有切角位以方便用戶抵肩瞄準，而前者則没有。
與其原型PSH-77一樣，阿爾金頭盔原本也是被克格勃的特種部隊所採用，直至蘇聯解體後由部份繼承國所繼承，其中俄羅斯聯邦安全局的特種部隊在兩次車臣戰爭、莫斯科歌劇院脅持事件與別斯蘭人質危機等重大事件當中仍然有裝備阿爾金頭盔。
阿爾金頭盔的出現也導致許多後繼盔型的推出。這些頭盔包括：K6-3、Maska-1和Lynx-T等。

## 規格
- 重量：3.5—4公斤
- 防彈級别：俄羅斯II級（可有效防御7.62×25毫米托卡列夫手槍彈、9×18毫米馬卡洛夫手槍彈（英语：9×18mm Makarov）以及9毫米魯格彈）[2]

## 替代品
PSH-77和阿爾金都普遍的被蘇聯／俄羅斯的特戰幹員認為是相當有效的戰鬥頭盔，但它也並不是完全没有缺點的，較明顯的缺點是重量較高，不宜長時間配戴，以及在防彈面罩拉下來後會較難或無法抵肩瞄準等。而基於現代化需求，目前俄羅斯各個部門的特種部隊均已換裝更舒適輕巧，以及高度模組化的頭盔（如：Ops-Core FAST、LSHZ 1+、Fort Voin Kiver RSP等多種）以取代阿爾金和其他類似的產品。

## 使用國
- 亞美尼亞
  - 亞美尼亞國家安全局阿爾法小組
- 白俄羅斯
  - 白俄羅斯共和國國家安全委員會阿爾法小組
- 古巴
- - 哈薩克國家安全委員會
- 俄羅斯
  - 俄羅斯聯邦安全局
  - 俄羅斯聯邦警衛局
  - 俄羅斯聯邦內務部

### 前使用國
- 苏联
  - 蘇聯國家安全委員會

## 登場作品

### 電子遊戲
- 《逃離塔科夫》：為玩家可裝備的其中一款頭盔，具備一定防禦效果。
- 《第三次世界大戰》
- ：在戰役模式中由巴可夫將軍所屬俄軍部隊的部份士兵所使用。在聯機模式中為“聯軍”陣營“軍事模擬”幹員及其“聯邦安全局”造型幹員所配戴，沒有實際防禦效果。
- 《絕地求生》：為一種以阿爾金和K6-3為原型的虛構頭盔，为该游戏里最高级的頭盔，拥有很高的防禦，除空投武器AWM爆头能一击毙命外。

### 動畫
- 《DARKER THAN BLACK—流星之雙子》：由在符拉迪沃斯托克執行任務的俄羅斯聯邦安全局特種部隊所使用。

## 外部連結
- Warbook - Статья про бронешлем "Алтын" （页面存档备份，存于）